# 索普德特
在埃及神话中，索普德特(Sopdet)，另译：索普代特是神化的天狼星，是所有埃及古物学家都认定的星。在埃及一提到索普德特这个名字，就是特指夜空中最亮的天狼星。在画像上，她被描绘成一个她头顶五角星的女人。 
当天狼星出现在七月份的天空中后，尼罗河洪水就开始了每年的泛滥，所以古代埃及人将这二件事固定在一起。因此，索普代特被认定为带来尼罗河洪水，使土壤肥沃的生育女神。古埃及的太阳历就是来源于对天狼星的观测。
索普德特是出现在天狼星附近的猎户座神-萨赫的配偶，而索普杜神被说成是他们的孩子。他们与另一组古埃及神:奥西里斯及他的家庭有着并列对应的关系，如：萨赫对应奥西里斯，索普代特对应伊西斯，索普杜对应荷鲁斯(Horus)。

## 參看
- 埃及神话人物列表

## 参阅资料
1. 1 2 3  威尔金森, 理查德·H. . 伦敦: 泰晤士及哈德逊. 2003: 167–168, 211. ISBN 0-500-05120-8.

## 大眾文化
- Puzzle & Dragons中的寵物：索普德特、覺醒索普德特。